# Piero Martin
Piero Martin (Ronco Canavese, 1899 – ...) è stato un calciatore italiano, di ruolo terzino destro.

## Biografia
Era noto anche come Martin I per distinguerlo dai tre fratelli minori, tutti calciatori del Torino: Cesare, Dario e Edmondo.
Una volta conclusa l'attività calcistica divenne ingegnere, stabilendosi a Pinerolo, in piazza Roma: fu dirigente della Riv di Villar Perosa.

## Carriera
Giocò a lungo nel Torino in Divisione Nazionale.

## Palmarès
- Campionato italiano: 1 (revocato)

Torino: 1926-1927
- Campionato italiano: 1

Torino: 1927-1928